# العلاقات الأذربيجانية الدومينيكانية
العلاقات الأذربيجانية الدومينيكانية هي العلاقات الثنائية التي تجمع بين أذربيجان وجمهورية الدومينيكان.

## مقارنة بين البلدين
هذه مقارنة عامة ومرجعية للدولتين:
| وجه المقارنة                                              | أذربيجان        | جمهورية الدومينيكان |
| --------------------------------------------------------- | --------------- | ------------------- |
| المساحة (كم2)                                             | 86.60 ألف       | 48.67 ألف           |
| عدد السكان (نسمة)                                         | 10.00 مليون     | 10.40 مليون         |
| الكثافة السكانية (ن./كم²)                                 | 115.47          | 213.68              |
| العاصمة                                                   | باكو            | سانتو دومينغو       |
| اللغة الرسمية                                             | اللغة الأذرية   | اللغة الإسبانية     |
| العملة                                                    | مانات أذربيجاني | بيزو دومنيكاني      |
| الناتج المحلي الإجمالي (بليون دولار)                      | 40.75 مليار     | 75.93 مليار         |
| الناتج المحلي الإجمالي (تعادل القوة الشرائية) بليون دولار | 171.56 مليار    | 149.89 مليار        |
| الناتج المحلي الإجمالي الاسمي للفرد دولار أمريكي          | 5.50 ألف        | 6.47 ألف            |
| الناتج المحلي الإجمالي للفرد دولار أمريكي                 | 17.52 ألف       | 13.26 ألف           |
| مؤشر التنمية البشرية                                      | 0.751           | 0.715               |
| رمز المكالمات الدولي                                      | +994            | +1809، +1829، +1849 |
| رمز الإنترنت                                              | .az             | .do                 |
| المنطقة الزمنية                                           | ت ع م+04:00     | 00                  |

## منظمات دولية مشتركة
يشترك البلدان في عضوية مجموعة من المنظمات الدولية، منها:
| علم المنظمة | اسم المنظمة                        | تاريخ انضمام أذربيجان | تاريخ انضمام جمهورية الدومينيكان |
| ----------- | ---------------------------------- | --------------------- | -------------------------------- |
|             | الاتحاد البريدي العالمي            | ?                     | ?                                |
|             | يونسكو                             | 3 يونيو 1992          | 4 نوفمبر 1946                    |
|             | البنك الدولي للإنشاء والتعمير      | 18 سبتمبر 1992        | 18 سبتمبر 1961                   |
|             | وكالة ضمان الاستثمار متعدد الأطراف | 23 سبتمبر 1992        | 7 مارس 1997                      |
|             | منظمة الشرطة الجنائية الدولية      | ?                     | ?                                |
|             | مؤسسة التمويل الدولية              | 11 أكتوبر 1995        | 31 أكتوبر 1961                   |
|             | الأمم المتحدة                      | 2 مارس 1992           | 24 أكتوبر 1945                   |
|             | مؤسسة التنمية الدولية              | 31 مارس 1995          | 16 نوفمبر 1962                   |
|             | منظمة حظر الأسلحة الكيميائية       | ?                     | ?                                |

## وصلات خارجية
- موقع وزارة الخارجية الأذربيجانية